# Никола Селаковић
Никола Селаковић (Титово Ужице, 30. април 1983) српски је политичар и правник. Селаковић је министар културе у Влади Републике Србије. Био је министар за рад и запошљавање, министар правде и државне управе, генерални секретар председника Републике Србије и министар спољних послова. Члан је Председништва Српске напредне странке.

## Биографија

### Образовање
Рођен је 30. априла 1983. године у Титовом Ужицу. Завршио је Шесту београдску гимназију, потом основне и мастер студије на Правном факултету Универзитета у Београду. Од 2009. године је био запослен као сарадник у настави на Катедри за правну историју и држао је наставу на предметима Упоредна правна традиција, Српска правна историја и Реторика. Докторске студије је уписао 2010. године на Правном факултету Универзитета у Београду и исте године је изабран у звање асистента.
Током студија, поред академског успеха, три пута је побеђивао на такмичењу у беседништву на Правном факултету (2004, 2005. и 2007). Такође, био је члан тима на међународном такмичењу из области Међународног јавног права „Philip C. Jessup International Law Moot Court Competition", а 2007. године добио је прву награду Алан Вотсон фондације за пројекат „Душанов законик и правни транскрипти“.
Оснивач је, а у периоду од 2011. до 2012, био је и председник Српског културног кола „Деспот Стефан Лазаревић“. Од 2010. године председник је Института „Oratoria“ — Центар за реторику. Такође, од 2003. године је члан, а од 2005. године секретар Клуба љубитеља античког и римског права „Forum Romanum“ Правног факултета.
Од 2005. до 2009. године био је ангажован у Ректорату Универзитета у Београду, као особа одговорна за организацију свих важнијих дешавања.

### Политичка каријера
Селаковић је у период од 2001. до 2008. године био члан Српске радикалне странке. У политички живот се активно укључио 2008. године, када је приликом оснивања Српске напредне странке (СНС) постао њен члан. У странци је обављао дужности члана Главног и Извршног одбора, као председника је Правног савета, а у септембру 2012. године изабран је за члана Председништва СНС.
Народна скупштина Републике Србије га је 27. јула 2012. године изабрала за министра правде и државне управе у Влади Републике Србије. Истовремено, постао је члан Високог савета судства и Државног већа тужилаца.
Обављао је функцију генералног секретара председника Републике од 2016. до 2020.
Дужност министра спољних послова Републике Србије обављао је у периоду од 2020. до 2022. године.
Противи се увођењу санкција Руској Федерацији.
Од маја 2024. обављао је функцију министра културе. Почетком марта 2025. Селаковића је физичко и вербално напао политички неистомишљеник. Селаковић је маја 2025. свечано отворио реновиран и поново отворени Меморијални музеј Надежде и Растка Петровића, након што музеј 39 година није био у функцији.

## Приватни живот
Говори енглески и активно се служи француским и италијанским језиком. Ожењен је Милицом са којом има Лазара, Василија и Љубицу.

## Одликовања и почасти
- Орден преподобног Прохора Пчињског (Епархија врањска)[10]
- Почасни грађанин Трстеника[11]